# Juan José Polío
Juan José Polío (Santa Elena, 24 de agosto de 1951-San Salvador; 8 de septiembre de 2023) fue un futbolista salvadoreño que jugó de centrocampista. Empezó desde muy joven como jugador de El Vencedor en su ciudad natal, luego fue fichado por el Águila, logrando varios títulos y retirándose por un grave accidente automovilístico en 1978.

## Palmarés

### Títulos nacionales
| Título           | Equipo | País        | Año     |
| ---------------- | ------ | ----------- | ------- |
| Primera División | Águila | El Salvador | 1967-68 |
| Primera División | Águila | El Salvador | 1972    |
| Primera División | Águila | El Salvador | 1975-76 |
| Primera División | Águila | El Salvador | 1976-77 |

### Títulos internacionales
| Título                           | Equipo | País        | Año  |
| -------------------------------- | ------ | ----------- | ---- |
| Copa de Campeones de la Concacaf | Águila | El Salvador | 1976 |